# 헬륨 행성

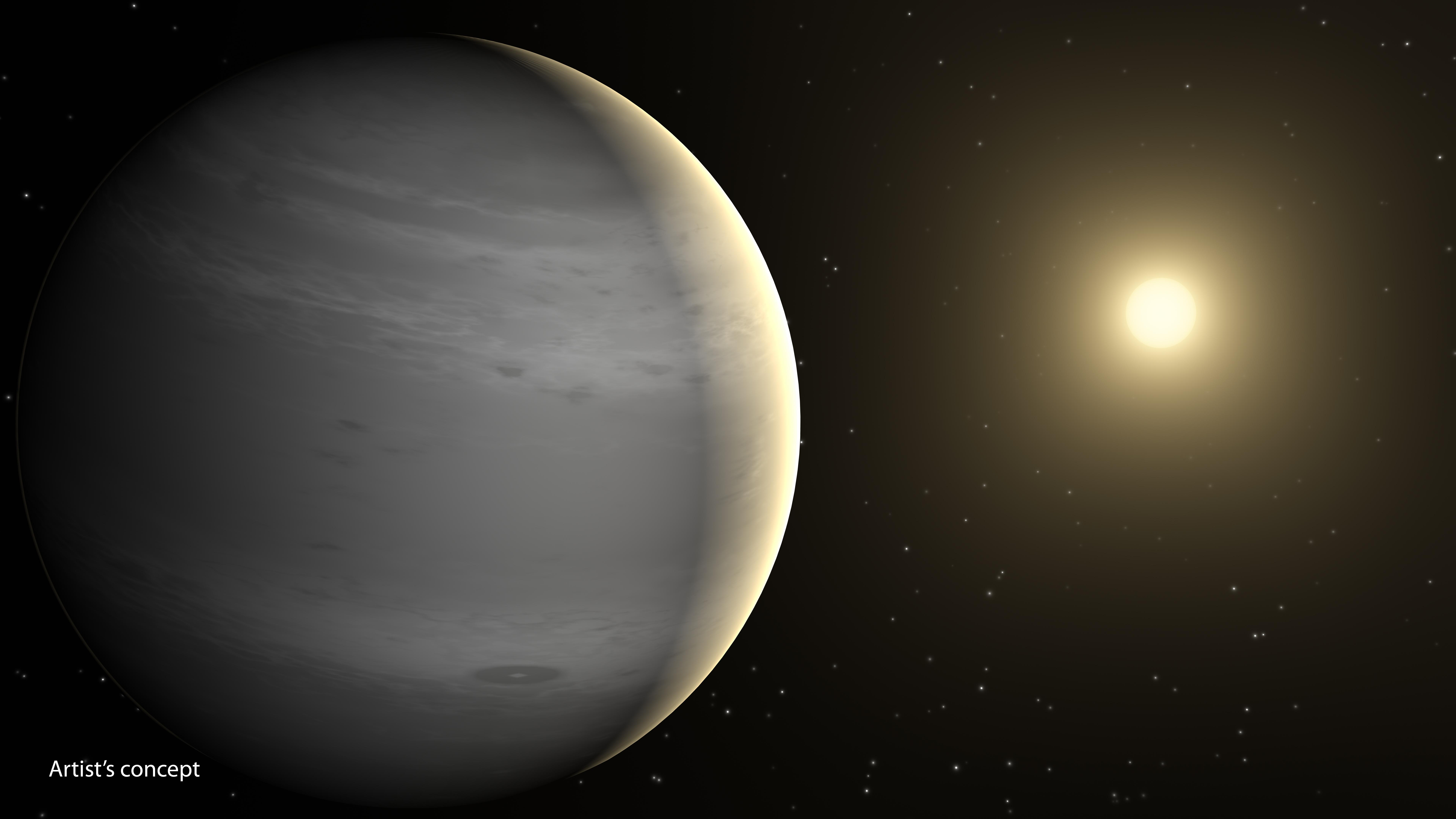
상상도

헬륨 행성은 대기의 주성분이 헬륨으로 구성된 행성이다. 대기의 주성분이 수소인 태양계의 목성, 토성과는 다른 점으로, 헬륨이 대기 주성분으로 존재한다는 점이 태양계 가스 행성과의 차이이다. 헬륨 행성은 다양한 환경, 경우에서 만들어질 수 있다고 여겨지며, 우주에 널리 분포해 있는 행성이다. 글리제 436 b이 대표적인 헬륨 행성 후보이다.

## 생성과정
헬륨 행성은 크게 두가지 과정으로 생성된다고 여겨진다.

### 가스 행성에서의 수소 증발
헬륨 행성의 생성 과정 중 가장 유력한 후보라고 볼 수 있으며, 뜨거운 목성의 형태로 모항성을 돌다가 수소가 증발하여 헬륨이 남는다는 이론모델이다. 이러한 형태의 헬륨 행성은 무거운 가스의 증발을 통해 더 가벼운 가스를 더 많이 배출하고 시간이 지남에 따라 수소를 고갈시켜 더 많은 비율의 헬륨을 남길 것으로 예상된다. 수소는 우주에서 가장 가벼운 원소이다. 이러한 특성으로 인하여 약간의 외력으로도 수소는 쉽게 대기탈출에 성공하며 대기 수소 함량이 지속적으로 감소될 것이다. 100억 뒤에는 모든 수소가 탈출하여 헬륨만 남게 될 것이라고 계산된다.
그 후, 메탄도 제거될 것이라고 예상되는데, 예상되는 과정은 이렇다. 얼음 가스 행성에서, 자연적으로 녹고, 증발하고, 분해되고 그 후의 재결합과 응축의 주기를 반복한다. 그러나 수소가 고갈됨에 따라서 메탄은 분해된 다음에 다시 화학식 CH4로 형성되지 못하여 탄소와 헬륨이 따로 분해될 것이라고 예상된다.

### 백색왜성 잔해
헬륨이 풍부한 백색왜성의 잔해일 가능성이 있다. 적색왜성처럼 저질량 항성일 경우에 질량의 대부분을 행성상성운 형성으로 소실되고, 중심핵만 남게 된다. 이 중심핵에 헬륨이 많아서 헬륨 행성으로 진화하게 된다는 가설이 존재한다. 다른 경우로는 수소가 주변에 있는 별으로 흡수되어 헬륨이 주성분을 이루게 되었다는 이론모델이다. 후자 중, 근접하는 별이 기타 원소들을 빼앗는 양이 많아서 헬륨행성이 될 가능성도 함께 점쳐지고 있다.

## 증명
대기 중의 이산화탄소와 일산화탄소가 많다는 특성이 헬륨 행성이 존재한다는 강한 증거가 된다. 수소는 대기탈출에 성공하여 탄소와 결합할 수소가 고갈되어 타 물질과 결합되기 때문이다. 대기의 조성 성분에 의하여 외계행성의 겉모습은 흰색이나 회색으로 예상된다.